# ノンタブリーシビックセンター駅
ノンタブリーシビックセンター駅（えき）は、タイ王国のノンタブリー県 ムアンノンタブリー郡にある、バンコク・メトロ■パープルライン、■ピンクラインモノレールの駅である。駅番号はPP11、PK01。
駅の北側にはノンタブリー県庁舎や地方裁判所を筆頭に、地方行政機関の施設が密集している。現地語の駅名を日本語に直訳すると「ノンタブリー公共施設センター駅」(音訳すると「スーンラチャガーン・ノンタブリー」）。

## 概要
両駅とも国有企業タイ大量高速輸送公社(MRTA)が管理し、民間企業が運営する上下分離方式がとられており、同じバンコク・メトロ(MRT)路線ではあるが、異なる会社によって運営されている。
そのため、通しで使える乗車券（乗換券）を購入できず、また使用可能なICカードも運賃体系も異なっている。ただし条件によっては乗り継ぎ割引を受けることができる（後述）。

### パープルライン
バンコク・エクスプレスウェイ・アンド・メトロ（BEM）が運営する。
パープルラインの開通に伴い、2016年5月10日に供用開始（公開試運転）、同年8月6日に営業開業した。
ラッタナーチベット通りの上に設けられた高架駅である。地平を含めて全3層構造。2階が改札フロア、3階が乗り場（島式1面）。

### ピンクライン
BTSグループ子会社のノーザン・バンコク・モノレール社が運営する。
2023年11月21日に供用開始（公開試運転）、翌2024年1月7日に営業を開始した。
ピンクライン開業と同時に供用開始した起点駅である。パープルライン駅舎より約500 m 東方に位置する。こちらもラッタナーチベット通り上に位置する。
もともと、パープルライン駅と県庁舎の間に位置する公園（อุทยานมกุฏรมยสราญ）を利用して建設する予定だったが、現在の位置に変更された。
ピンクライン線内の他駅と同様の、標準的な構造をもつ。2階が改札フロア、3階が乗り場。
北側の1番線ホームが乗り場（ミンブリー方面）で、南側の2番線ホームは降車専用である。
また、終端部には留置線が設けられている。

## 歴史
- 2016年
  - 5月10日 - パープルライン開業、公開試運転開始
  - 8月6日 - パープルライン、営業運転開始
- 2023年11月21日 - ピンクライン、公開試運転開始
- 2024年1月7日 - ピンクライン、営業運転開始

## 乗継割引
当駅でパープルライン、ピンクライン間を乗り継ぐ乗客に対してはタッチ決済対応のクレジットカード(VISA・Mastercardのみ)、一部の銀行系デビットカードによる乗車に限り、後日返金という形で割引が適用される。ただし、改札を退出してから30分以内に乗継先の改札を入場しない場合は適用外となる。
大人運賃の場合（2025年現在）
- パープルライン→ピンクへの乗り継ぎ 15 バーツ返金
- ピンクライン→パープルへの乗り継ぎ 14 バーツ返金

## その他
計画中のブラウンラインモノレールの起点駅としても予定されている。

## 駅周辺
- ノンタブリー県庁舎　※チャオプラヤー川沿岸の旧庁舎（ノンタブリー博物館）とは異なる
- ノンタブリー市庁舎
- ノンタブリー地方裁判所
- 汚職防止委員会事務局
- ロータス ラッタナーチベット店 - ハイパーマーケット
- エスプラネード ガムウォンワン - ケーラーイ店  - ショッピングモール
- ケーラーイ交差点（タイ語版）